# Folkeafstemningen om Euro i Sverige 2003
Folkeafstemningen om Euro i Sverige 2003 var en ikke-bindende folkeafstemning om indførelsen af valutaen Euro, afstemningen blev afholdt den 14. september 2003. Omkring 55 % stemte imod forslaget, hvilket gjorde Sverige i 2003 ikke valgte at indføre Euro. Havde der været flertal for Euroen ville den være blevet indført den 1. januar 2006. Valgdeltagelse lå på 82.6 %.
Inden valget viste de fleste meningsmålinger at resultatet ville blive et nej.

## Valgresultat
| Valgmulighed      | Stemmer   | Procent |
| ----------------- | --------- | ------- |
| Ja                | 2.453.899 | 42,0    |
| Nej               | 3.265.341 | 55,9    |
| Blanke stemmer    | 121.073   | 2,1     |
| Total             | 5.840.313 | 100     |
| Ugyldige stemmer  | 3.475     |         |
| Stemmeberettigede | 7.077.502 |         |
| Deltagelse        | 5.843.788 | 82,6 %  |

Kilde: Nationalencyklopedin